# Amerykańska szkoła geograficzna
Amerykańska szkoła geograficzna – szkoła naukowa rozwinięta w USA dzięki pracom geologów, którzy wykonując zdjęcie geologiczne, zwrócili uwagę na wpływ czynników zewnętrznych na rzeźbę terenu i jej ewolucję, przebiegającą odmiennie w różnych warunkach klimatycznych i roślinnych (A.C. Ramsay, J.W. Powell, G.K. Gilbert, W.M. Davis, D. Johnson). W późniejszym okresie w związku z pozycją gospodarczą i polityczną USA nastąpił rozwój geografii gospodarczej (E. Huntington) i politycznej (E. Bowman). Geografowie amerykańscy brali też licznie udział w badaniach ekspedycyjnych w Arktyce i na Antarktydzie.